# 雕橄欖核舟
雕橄欖核舟是一件以橄欖果核雕琢成一艘小舟的核雕工藝品。該文物目前於臺北市國立故宮博物院典藏。並列為中華民國重要古物。

## 歷史
此船為乾隆二年（西元1737年）雕刻師陳祖章所刻。陳祖章原籍廣東，雍正年間進入造辦處任職。他利用橄欖核的形狀雕刻出了這艘船。隨著清朝於1911年辛亥革命中垮台，該雕塑成為故宮博物院收藏的一部分。在經歷中日戰爭及國共內戰的遷移之後，1948年，大量故宮珍貴文物隨中華民國政府至臺灣，此雕刻品亦在其中，現收藏於臺北國立故宮博物院展示。
2021年4月，雕橄欖核舟曾於國立故宮博物院南部院區所舉辦之「人氣國寶展」展出。

## 描述
雕橄欖核舟是一件由橄欖核構成的微型雕刻品，尺寸僅為1.4 x 3.4厘米（0.55 x 1.34英寸），高度為1.6厘米（0.63英寸）。船內一共有八個人像，包括船夫、童僕及船客，每位人物的動態、表情各有不同。其中宋代詩人蘇軾坐在桌邊靠窗的位置。雕塑的側面有著精細的窗戶雕刻，中間有兩個面板可移動。船頂則是以繩子捲起來的帆。
船底以行書刻蘇軾〈後赤壁賦〉全文，並陳祖章刻款。該詩描繪了蘇軾在赤壁之戰的月圓之夜與朋友乘舟遊覽的情景。陳祖章在該作品中重現了該時刻，其中舟作為隱居的象徵，將人們安全地置於生命和水之上，盡顯精湛技藝。，顯示乾隆時期廣東地區所細緻的工藝技術，及反應南方工藝傳統對於皇室品味的影響。

## 外部連結
- -雕橄欖核舟（底刻「後赤壁賦」全文）- 國立故宮博物院 （页面存档备份，存于）
- 雕橄欖核舟 - 開放博物館 （页面存档备份，存于）